# Nadarmata

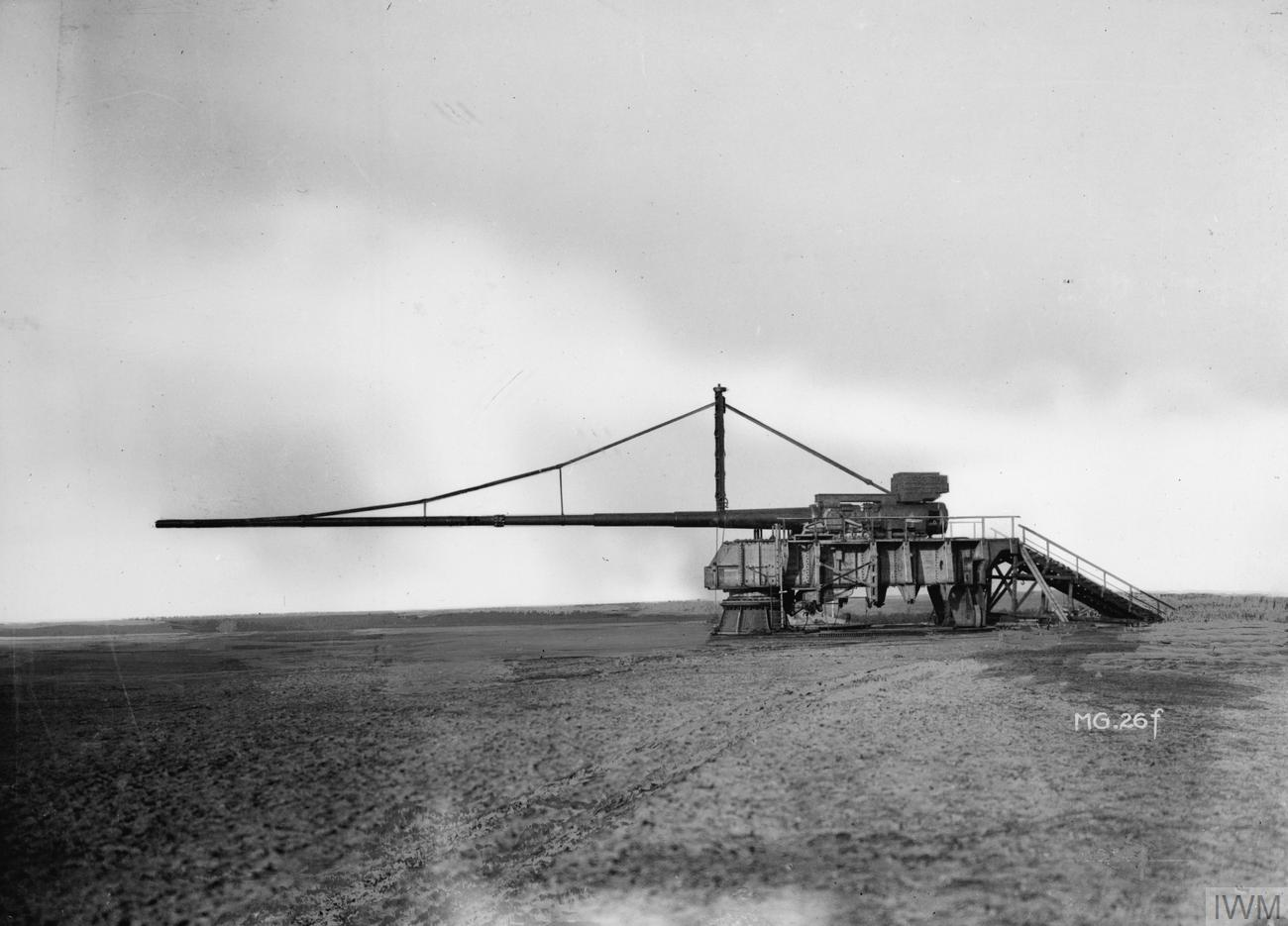
Nadarmata (działo paryskie)

Nadarmata (działo ponaddalekonośne) – działo o bardzo dużej donośności (ponad 120 kilometrów), przeznaczone do ostrzeliwania strategicznie ważnych celów wojskowych. Nadarmaty używane były wyłącznie w czasie I wojny światowej po czym zrezygnowano z ich użytkowania ze względu na niską skuteczność.
Najbardziej znaną nadarmatą była Lange 21 cm Kanone in Schiessgerüst (znana w Polsce jako działo paryskie), użyta przez Cesarstwo Niemieckie w czasie I wojny światowej do ostrzeliwania Paryża.

## Charakterystyka
Ze względu na małą celność, długi czas przeładowania i wysoką awaryjność nadarmaty wykazywały bardzo małą przydatność bojową. Nie będąc w stanie zadać poważnych szkód (niskie prawdopodobieństwo trafienia idealnie w ważny dla nieprzyjaciela cel), posiadały w efekcie przede wszystkim znaczenie propagandowe. Nadarmaty nie zostały zastosowane w II wojnie światowej. Używano wprawdzie armat o kalibrze większym niż nadarmaty, posiadających jednak mniejszą donośność (na przykład niemiecka 80 cm K (E) Dora).